# Euro-Mir
Die Euro-Mir ist eine Stahlachterbahn, die im russischen Themenbereich des Europa-Parks in Rust steht und am 12. Juni 1997 nach dreijähriger Bauzeit eröffnet wurde.

## Daten
Die Achterbahn der Kategorie Spinning Coaster ist am höchsten Punkt 28,30 m hoch, 984 m lang und erreicht eine Geschwindigkeit von 80 km/h. Damit hält Euro-Mir bis heute sowohl in der Kategorie der Achterbahnen mit Spirallift als auch in der Kategorie der Bahnen mit sich drehenden Wagen jeweils die Weltrekorde für Höhe, Geschwindigkeit und Länge. Die Fahrtdauer beträgt 4:46 Minuten, gebaut wurde sie von Heinrich Mack GmbH & Co. KG. Die Kapazität beträgt maximal 1600 Passagiere pro Stunde.

## Thematisierung
Der Name der Achterbahn wurde vom deutsch-russischen Raumflug Euro-Mir abgeleitet, der 1994 unter Beteiligung von Ulf Merbold stattfand. Ein Trainingsmodul der russischen Raumfahrtbehörde, das der ehemaligen Raumstation Mir gleicht und sich bereits seit längerem im Besitz des Europa-Parks befindet, ist in das Gebäude integriert und kann besichtigt werden. Die Wartezeit soll durch den Trancesoundtrack Project Euro-Mir verkürzt werden, den Hell Bopp (Christian Steiger) und Nick Sputt (Ben Hosenseidl) speziell für den Europa-Park entwickelten. Bis 2015 hatte die Euro-Mir noch einen Halloween- und Winter-Soundtrack, welche aber in der Saison 2016 vorläufig abgeschafft wurden. Seit 2020 läuft in der Halloween-Saison der ehemalige Halloween-Soundtrack der Eurosat: He’s Been Waiting for the Storm. Der Winter-Soundtrack Jinglemir läuft seit der Wintersaison 2021 wieder.

## Beschreibung der Fahrt

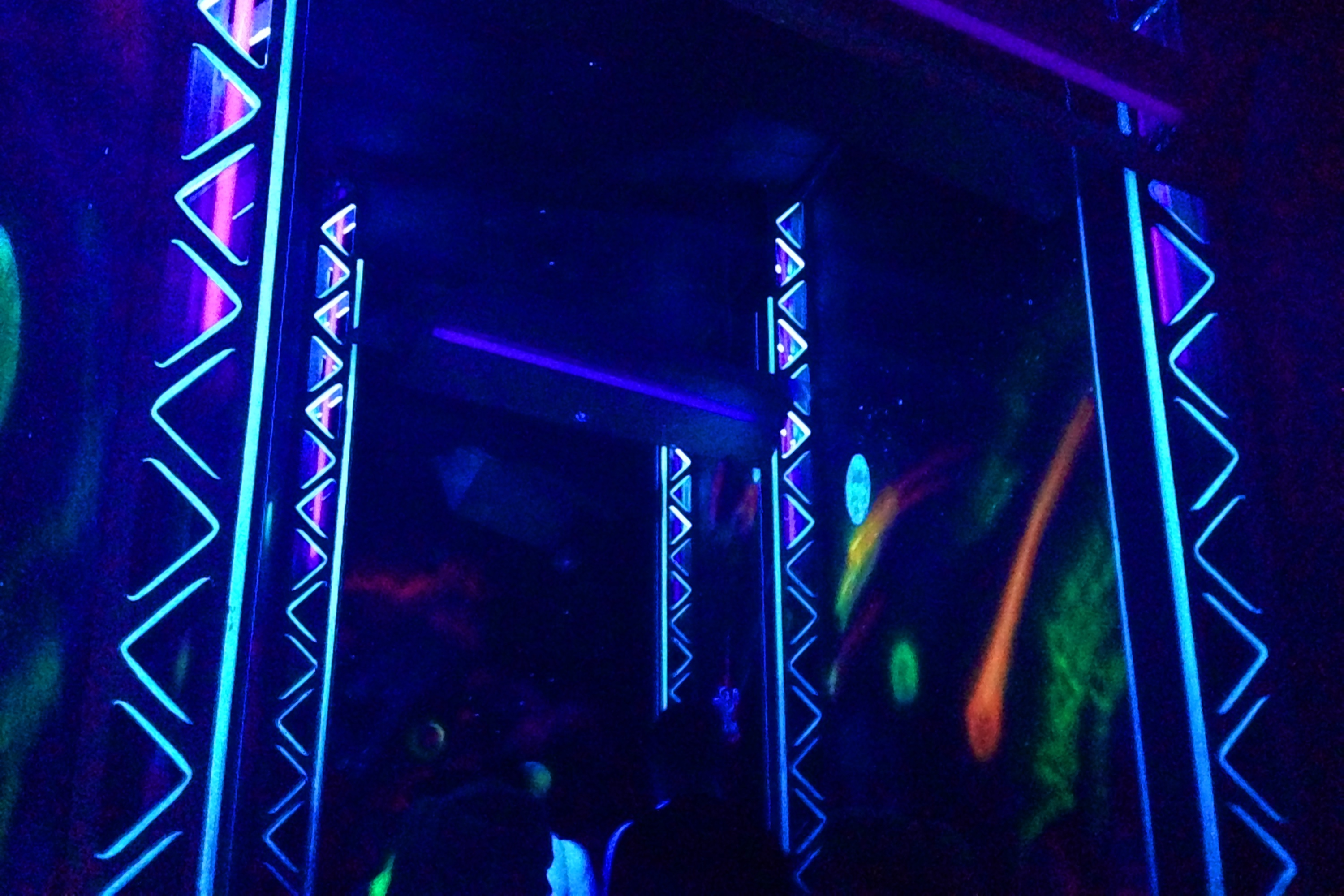
Der Wartebereich von Euro-Mir ist mit UV-Effekten gestaltet.

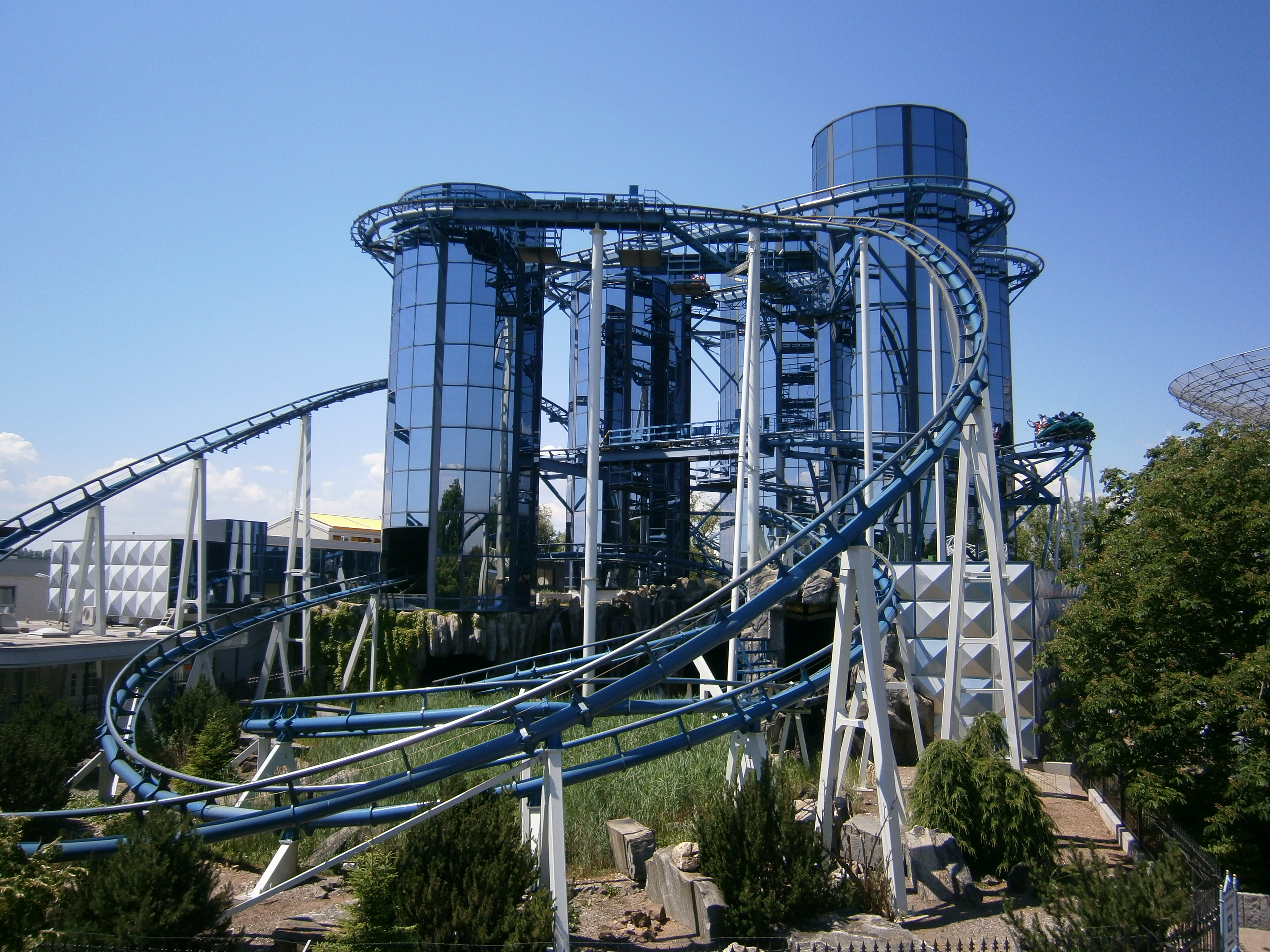
Übersicht

Die Wagen der Achterbahn sind um 360° drehbar, was bedeutet, dass man sich vor dem Einsteigen für eine Sitzposition in Fahrtrichtung oder gegen die Fahrtrichtung entscheiden muss. Ein Spiralaufzug (auch Trommellift genannt, in der Mitte befindet sich eine riesige Trommel, an der die Züge hinauf gezogen werden) zieht den Achterbahnzug nach oben. Während der Fahrt nach oben werden die Gondeln gedreht, jedoch oben wieder arretiert. Eine Ausnahme bildet hier der erste Wagen, welcher den Zug am Spiralaufzug nach oben zieht und sich daher nicht mitdrehen kann. Nach einer ersten Schussfahrt werden die Gondeln nochmals um 180° gedreht und wieder festgestellt. Auf der Fahrt nach unten fährt man um verspiegelte Türme, die Wagen beschleunigen auf bis zu 80 km/h. Es folgen einige Steilkurven. Zum Ende der Fahrt passiert man eine sehr lange Rechtskurve, in der ein Foto geschossen wird. Die g-Kräfte in dieser Passage sind am höchsten. Danach geht es in eine kurze Linkskurve, der Achterbahnzug wird stark abgebremst und fährt in die Haltestation ein.

## Züge
Die Euro-Mir besitzt neun Züge in den Farben Rot, Blau, Grün und Violett mit jeweils vier Wagen. In jedem Wagen können vier Personen (zwei Personen vorwärts und zwei Personen rückwärts) Platz nehmen. Insgesamt können 16 Personen pro Zug Platz nehmen. Der jeweils letzte Wagen jedes Zuges besitzt sowohl vorne als auch hinten On-Board-Kameras, deren Aufzeichnungen nach der Fahrt von jedem Fahrgast als Download erworben werden können.

## Sonstiges
In der Euro-Mir gilt eine Größenbeschränkung für Besucher von 1,30 m bis 1,95 m und ein Mindestalter von 8 Jahren.
Im Jahr 2004 kam es nach einem Stromausfall zu einem Unfall. Eine Bremse bei einer Gondel wurde offenbar zu früh freigegeben, so dass sie mit geringer Geschwindigkeit auf eine andere auffuhr. Ein Jugendlicher brach sich ein Bein, die anderen Gäste erlitten vor allem Halswirbelsäulensyndrome.
Im August 2013 gab es erneut einen Unfall, als ein Mann sich aus dem Sicherheitsbügel zwängte. Der Mann fiel auf einen neben den Schienen verlaufenden Rettungsweg und verletzte sich am Bein, blieb aber ansonsten unversehrt.
Im September 2013 diente die gesamte Attraktion als Originalschauplatz für das Musikvideo Project Euro Mir von Damon Paul. Die Kapsel außerhalb des Gebäudes wurde hierfür auch vom Park für Besucher komplett gesperrt.